# I due compari
I due compari è un film del 1955 diretto da Carlo Borghesio.

## Trama
Giovanni Bellini sbarca il lunario facendo il venditore ambulante di penne nelle piazze di Roma, con la complicità del compare Francesco Esposito, detto Ciccillo. In realtà le penne che essi vendono sono false e non funzionano.
Giovanni ha per molti anni sostenuto grandi sacrifici destinando tutto il ricavato della sua attività alle rette del prestigioso collegio in cui fa studiare la figlia Giulietta, alla quale ha sempre fatto credere di essere un ricco industriale, fregiato anche del titolo di Commendatore. In attesa del rientro della figlia, che ha terminato gli studi, ha affittato un modesto appartamento in un quartiere popolare di Roma e lo ha dotato anche di un pianoforte.
Nel giorno cui Giulietta esce dal collegio, Giovanni la va a prendere, chiedendo in prestito un vestito elegante al suo vicino di casa, il sarto Vincenzo. I due arrivano con il treno al collegio e ricevono un invito dal ricco industriale Carletti, la cui figlia, Albertina, anch'essa collegiale, è la più cara amica di Giulietta. In realtà l'invito nasce dalla complicità tra le due ragazze, in quanto Giulietta è innamorata, ricambiata, di Enrico, fratello di Albertina, e figlio dell'industriale. Pressato dalle insistenze di Ciccillo, Giovanni accetta e, insistendo nella finzione di essere un ricco Commendatore e Ciccillo il suo segretario, si intrattengono con i Carletti ed i loro ospiti, tra i quali il Giudice Settimio. Quello stesso giorno Enrico chiede a Giuletta di sposarlo e lei accetta.
Il giorno dopo Giovanni, la figlia e Ciccillo tornano a Roma. Sul treno Giovanni, benché lo voglia, non riesce a rivelare alla figlia la verità. Alla stazione Termini incontrano l'Ingegnere, che avevano conosciuto durante la visita al collegio. Questi li induce a scendere al costoso Hotel Mediterraneo. Giovanni non osa sottrarsi all'invito per timore che emerga di fronte alla figlia la sua vera condizione di povertà. Deve però procurarsi i soldi per poter pagare l'albergo, e decide allora di andare con Ciccillo a vendere delle penne, ma viene denunciato da un passante come truffatore ed arrestato da due agenti di Polizia. Giulietta, uscita dall'albergo per una passeggiata, vede il padre condotto in Questura e lo segue, credendo che si tratti di un equivoco. Ma di fronte al Commissario, Giovanni è costretto a rivelare alla figlia la verità. Il Commissario, impietosito, lo lascia andare ed i due rientrano nell'appartamento.
Dopo qualche tempo, mentre Giovanni e Ciccillo sono tornati alla loro attività, Giulietta riceve la visita di Carletti, a cui comunica di non voler più sposare Enrico, del quale non si senta più all'altezza. Carletti, tramite la portinaia del palazzo, scopre la verità su Giovanni e sul fatto che egli è tornato recentemente in Italia. Giulietta, travolta da tutti questi fatti, ed avendo anche perso il pianoforte confiscato per i mancati pagamenti, cade in una profonda depressione.
Carletti tuttavia comprende che il sentimento di suo figlio Enrico nei confronti della ragazza è sincero ed a quel punto decide di passare sopra all'inganno ordito da Giovanni e di ignorare le differenze sociali, approvando quindi il matrimonio tra i due.

## Critica
(Enrico Giacovelli ed Enrico Lancia)
(Georges Sadoul)

## Incasso
Il film ha incassato 145.500.000.